# Saumagen

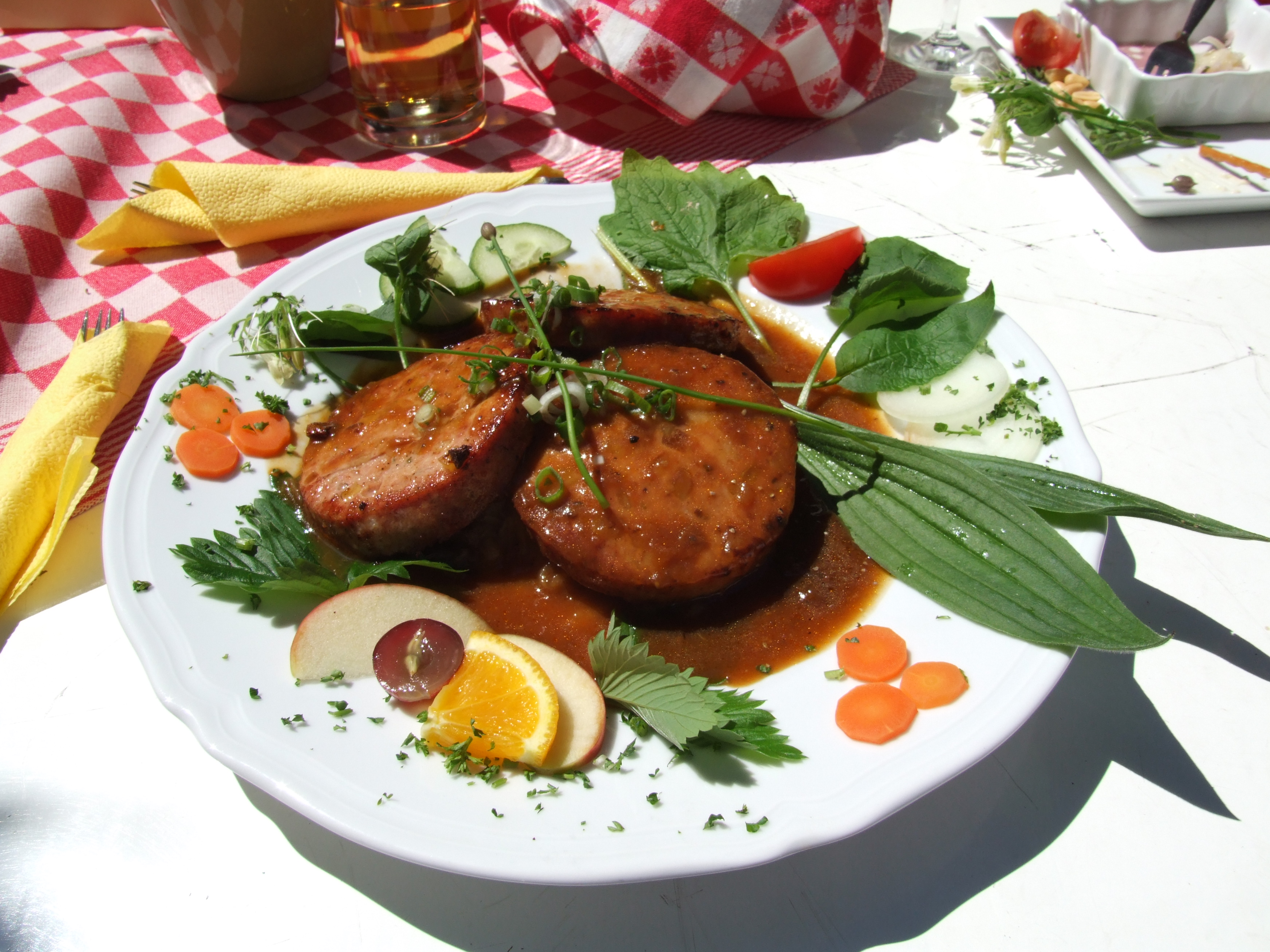
Pfälzer Saumagen.

O Pfälzer Saumagen, ou Saumagen do Palatinado, citado comumentemente apenas como Saumagen (estômago de porco), é um prato tradicional da gastronomia daquela região, onde é chamado Saumaache ou Saumaage no dialeto local. O estômago serve como invólucro comestível, semelhantemente à salsicha.

## Preparo

### Receita
O Saumagen contém um recheio composto de uma mistura de carne de porco magra, Bratwurst e batata. Adicionalmente podem compor o recheio ovos e cenouras.
Além disso diversos temperos são adicionados. A maioria das receitas contém cebola, manjerona, noz-moscada e pimenta-preta; algumas vezes também, em variadas combinações, cravo-da-índia moído, coentro, tomilho, alho, louro, cardamomo, alfavaca, alcaravia, cominho, pimenta-da-jamaica e salsa.
Um dos componentes básicos do saumagen é a batata, que pode ser cortada em cubos ou passada previamente em um moedor de carne.
Depois de pronto, o Saumagen deve ser posto em água quente, mas que não pode ferver, senão o invólucro pode rachar. É servido cortado em fatias, que normalmente são rapidamente fritas em uma frigideira. Nestes casos o invólucro pode ser comido.

### Acompanhamento
O Saumagen é normalmente acompanhado por purê de batatas e chucrute. Batatas assadas também são recomendadas. Com bebidas é aconselhável o vinho branco, por exemplo Riesling, e também cerveja.

### Variações
No outono, ao invés de batata pode usar-se castanha no recheio. O amido da castanha é suficiente para uma boa compactação do recheio, possibilitando cortar o Saumagen em fatias consistentes.

## História
A origem do Saumagen é polêmica: de um lado surge como comida de pobres no século XVIII, como aproveitamento dos restos de abates de suínos, e de outro lado é afirmado que o preparo do Saumagen, para o qual somente os melhores ingredientes eram usados, sempre foi o ponto alto durantes as festas de abate.
Nas décadas de 1980 e 1990 o Saumagen tornou-se conhecido em toda a Alemanha devido ao então chanceler Helmut Kohl, que recepcionava visitas oficiais tais como Margaret Thatcher, Mikhail Gorbachev, Ronald Reagan e François Mitterrand com a típica culinária palatina. Em 1992 foi criada por iniciativa de Helmut Kohl a Ordem do Saumagen, que desde então é concedida anualmente durante a época do carnaval.
Desde 2002 acontece em Landau o "Campeonato Internacional do Saumagen", onde os melhores saumagens são premiados. Aproximadamente 150 participantes inscrevem-se, dentre os quais enormes variações ocorrem, por exemplo com recheio de carne ou peixe. As primeiras vencedoras foram Imke Bruns e Iris Wittmann, que desde 2003 fazem parte do júri. O vencedor de 2008 foi o mestre açougueiro Roland Schreiner de Harthausen, com um saumagen de castanhas.

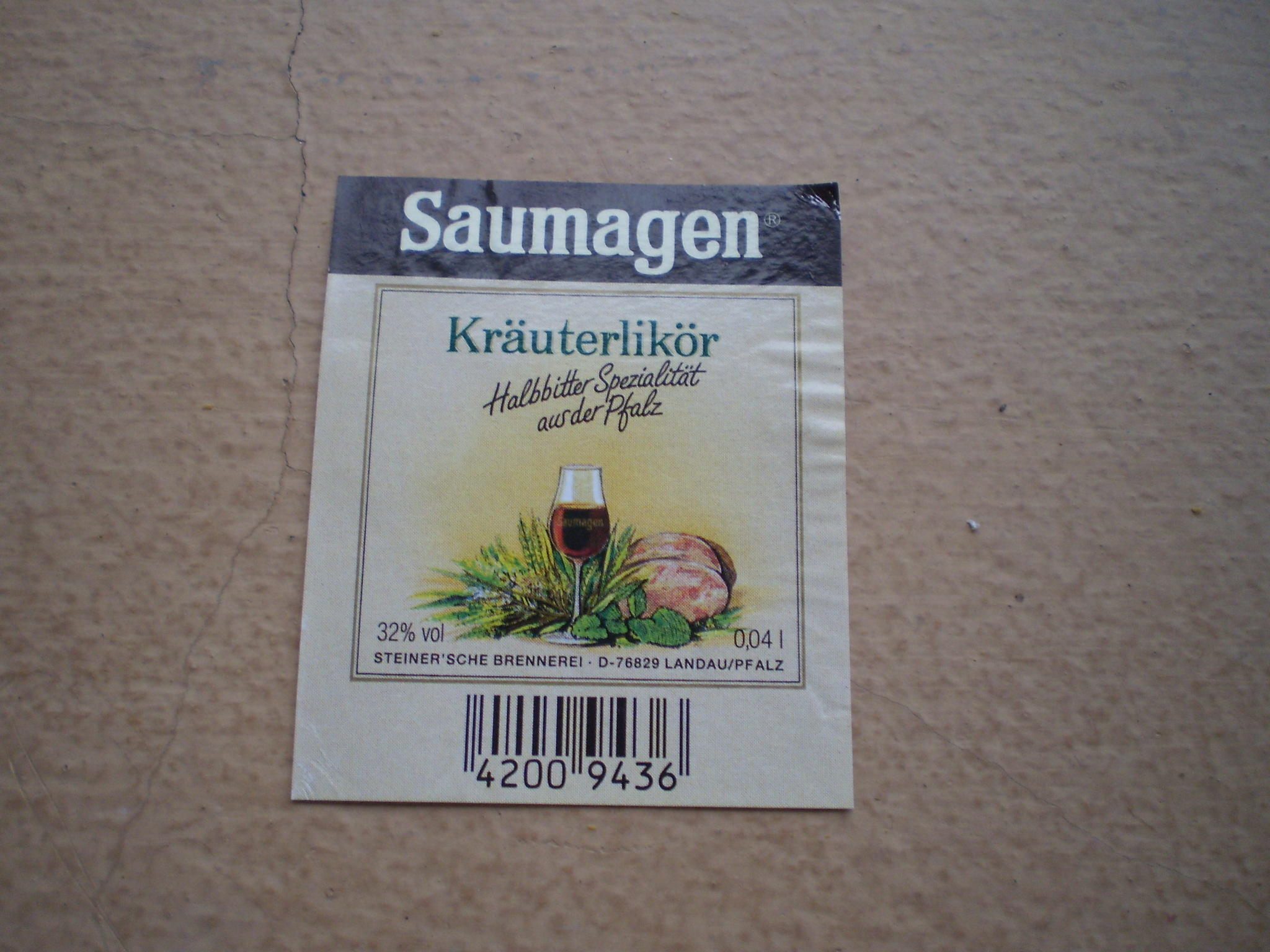
Saumagen - Infusão de ervas.